# Fahrschule

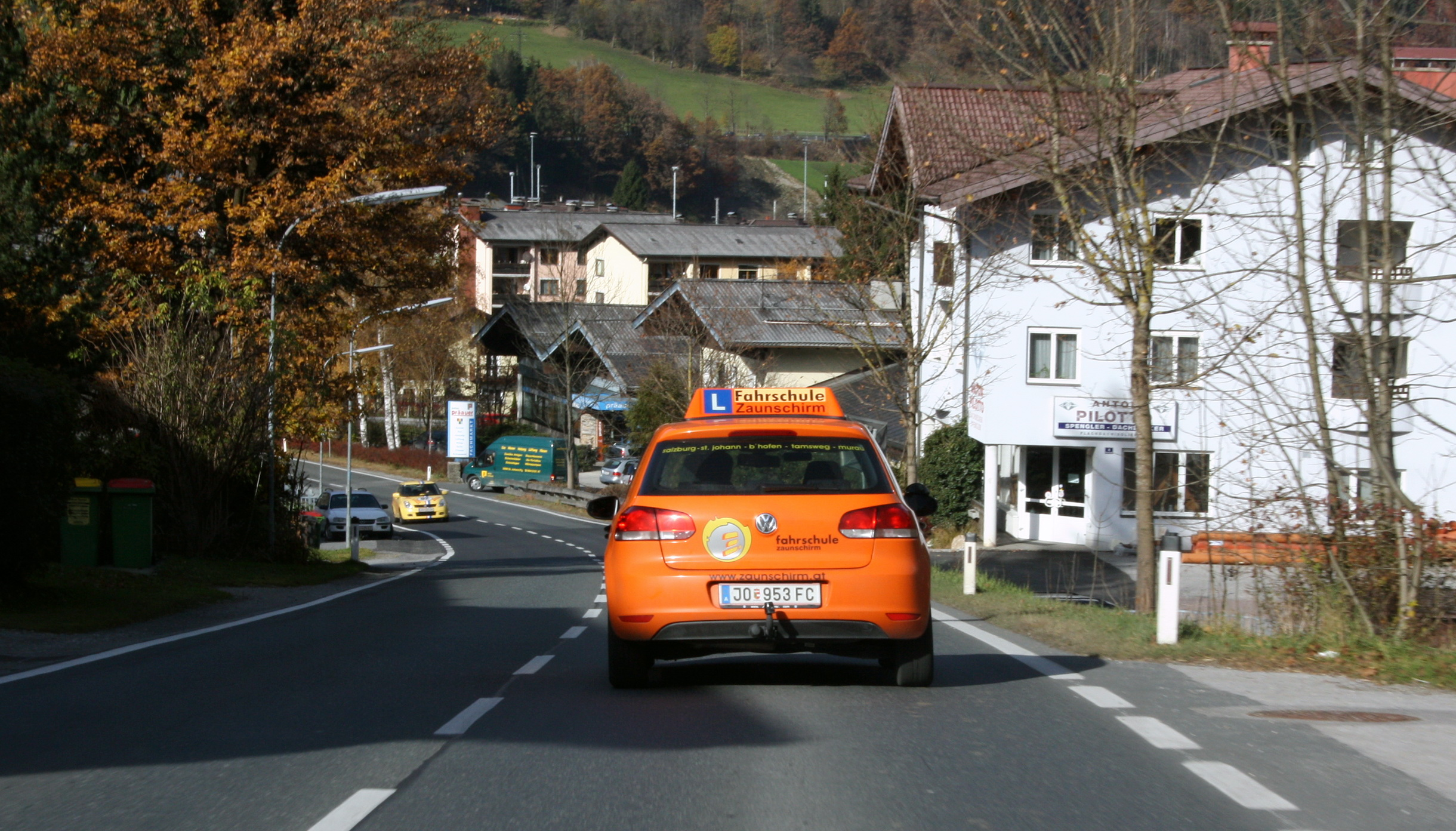
Österreichisches Lehrfahrzeug mit internationalem L-Schild „Learner“

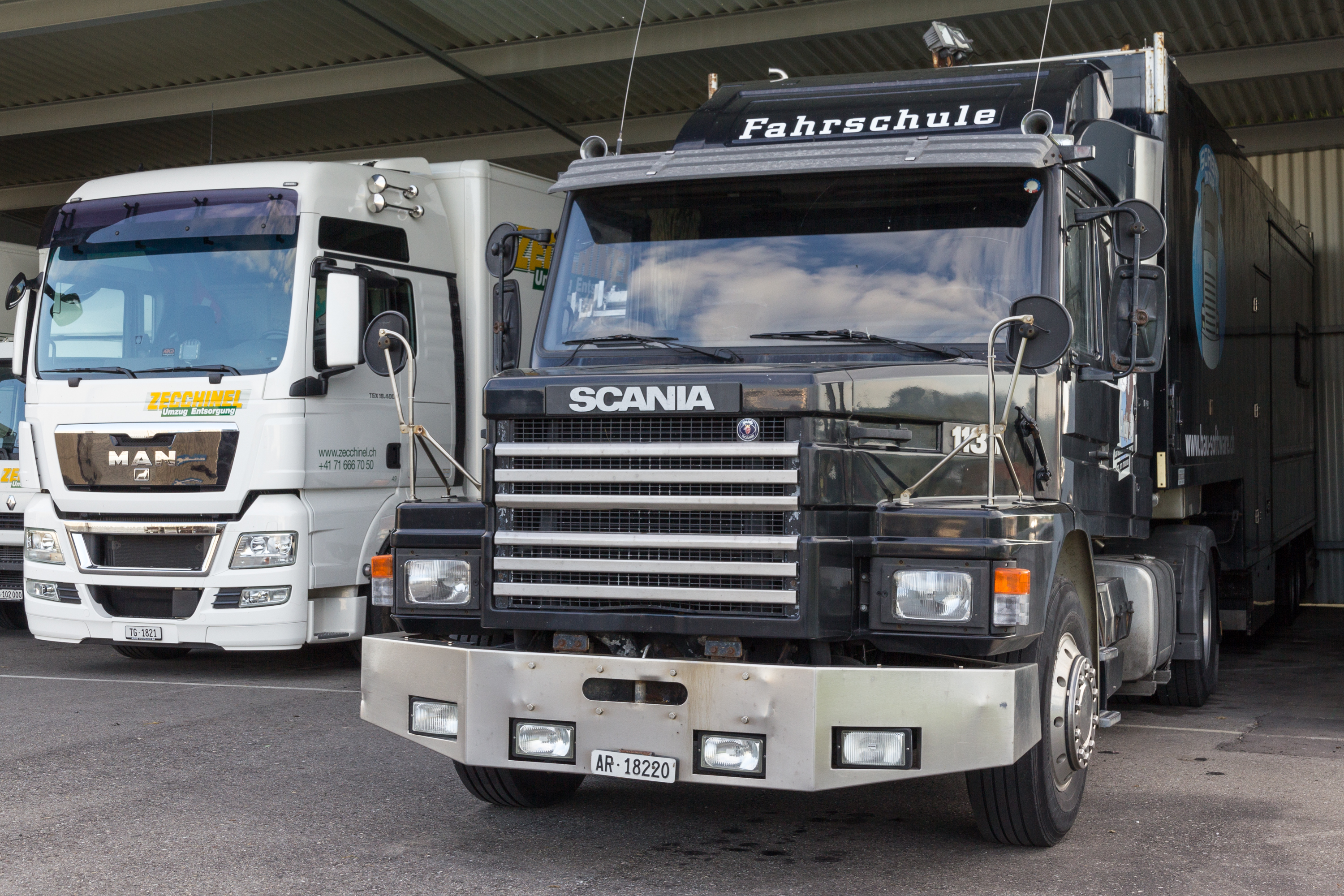
Fahrschul-Lastwagen

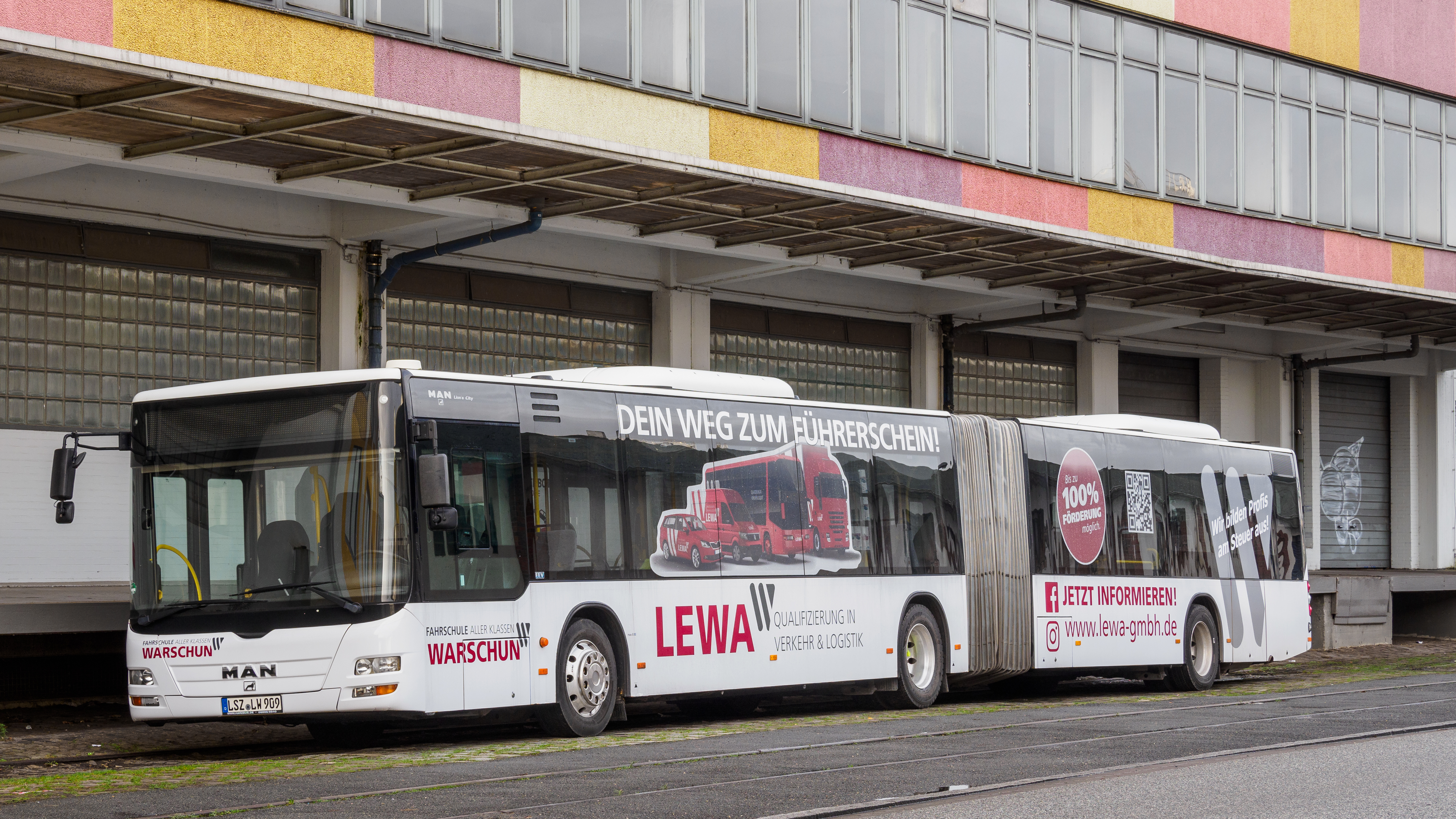
Fahrschul-Gelenkbus

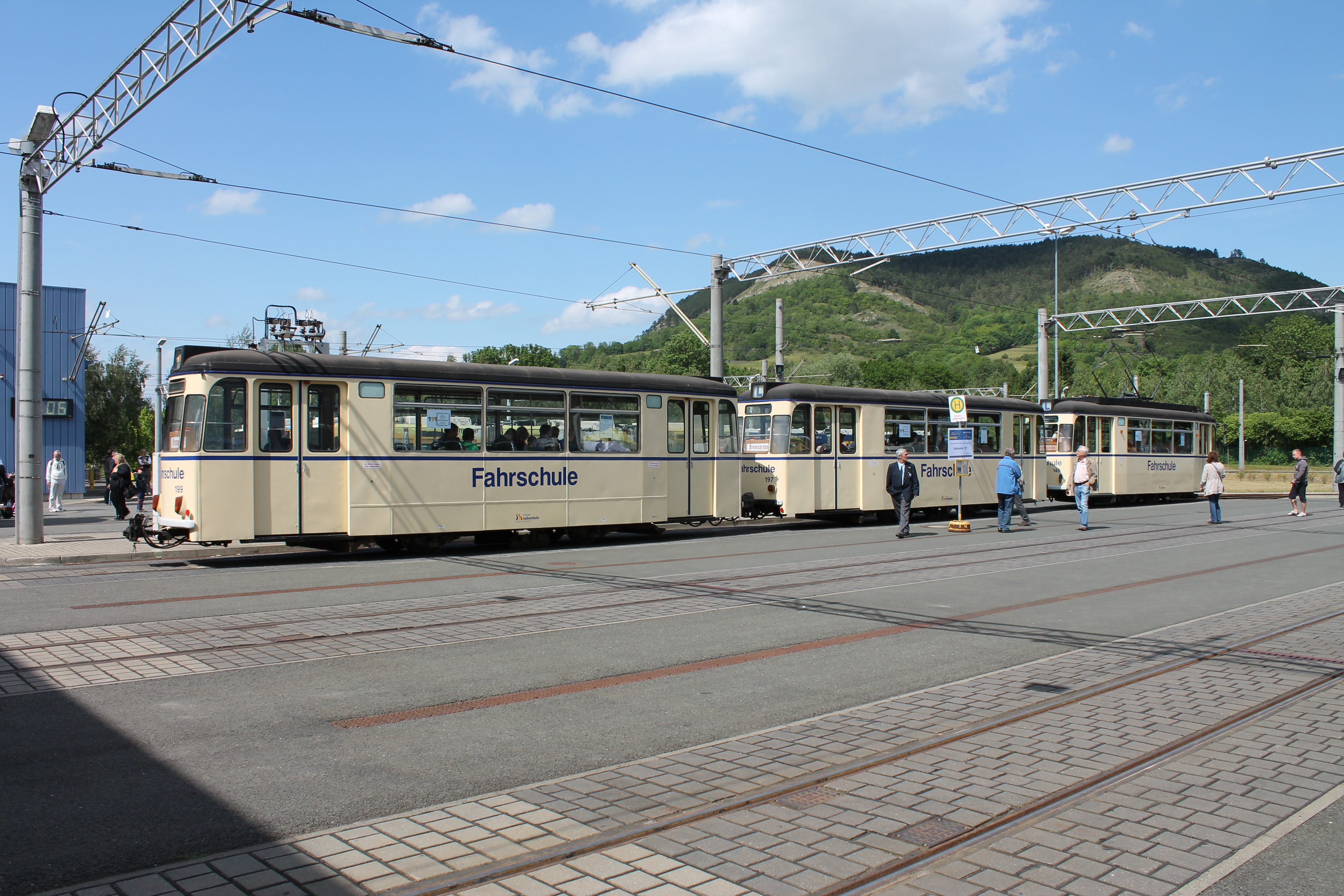
Fahrschulwagen der Straßenbahn Jena

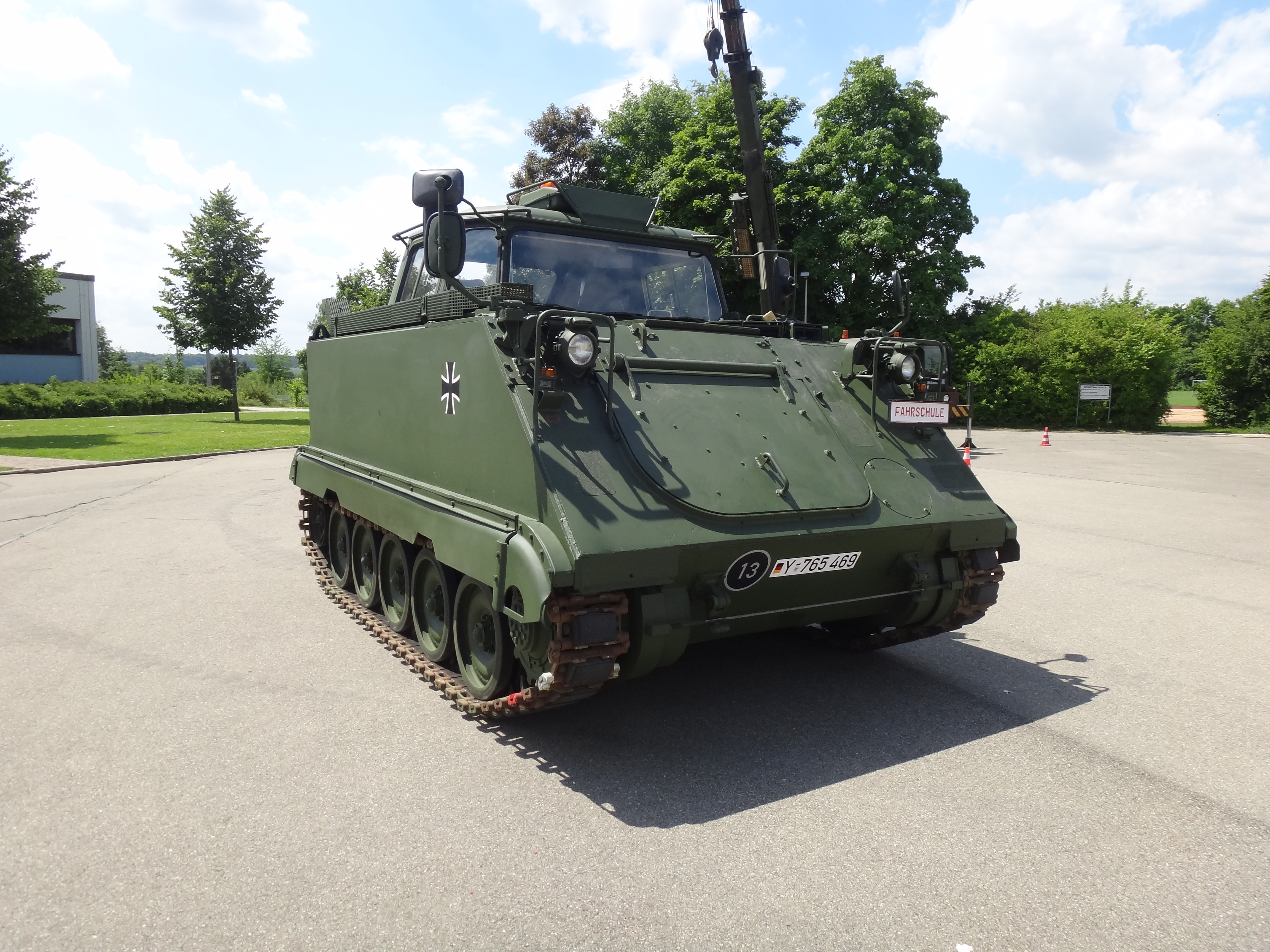
Fahrschulversion des Panzermörsers M113 der Bundeswehr mit Fahrlehrerkabine

Fahrschule ist ein Begriff für eine überwiegend privatwirtschaftlich tätige Bildungseinrichtung zum Erwerb der theoretischen Kenntnisse und der Befähigung zum Führen eines Kraftfahrzeugs.
Zum Erwerb von Dienstführerscheinen in den Streitkräften der einzelnen Staaten sowie in Behörden bestehen auch eigene Fahrschulen.
Den Betrieb einer Fahrschule und die Eignung zum Fahrlehrer regeln die Staaten durch entsprechende Gesetze.
In einigen Ländern Europas können Lernfahrten auf privater Basis durchgeführt werden. Wer gewerblich Fahrunterricht erteilt, benötigt dort den Fahrlehrerausweis/Fahrlehrerlaubnis.
Es gibt Staaten, in denen der Besuch einer Fahrschule als Voraussetzung für die Ablegung der Fahrerlaubnisprüfung nicht vorgeschrieben ist. Beispiele hierfür: Die Niederlande, die Schweiz und das Vereinigte Königreich.

## Fahrschulwesen in Deutschland

### Fahrschüler-Ausbildung
Die Fahrschulausbildung zum Führen eines Kraftfahrzeugs beinhaltet die theoretische und die praktische Ausbildung gemäß der Fahrschüler-Ausbildungsordnung (FahrschAusbO) bzw. der Verordnung über die Zulassung von Personen zum Straßenverkehr (FeV). Zum Abschluss der Ausbildung ist eine Prüfung durch einen amtlich anerkannte Sachverständigen (aaS) oder amtlich anerkannten Prüfer für den Kraftfahrzeugverkehr (aaP) nach Kraftfahrsachverständigengesetz (KfSachvG) abzulegen.
Für den Erwerb der Fahrerlaubnis müssen zwölf Theorie-Doppelstunden besucht werden. Der Stoff ist in den Rahmenplänen für den theoretischen Unterricht im Grundstoff (Anlage 1 der FahrschAusbO) festgelegt. Es gibt zwar zwölf Lektionen, doch es ist nur die Gesamtstundenzahl abzuleisten, damit der Fahrschüler sofort am laufenden Unterricht teilnehmen kann. Diese Verfahrensweise, die den Grundsätzen der Pädagogik zuwiderläuft, wird in bevorstehenden Rechtsänderungen verworfen.
Der klassenspezifische Zusatzstoff schließt sich an. Er ist in den Rahmenplänen (Anlage 2 der FahrschAusbO) festgelegt. Für Klasse B sind dies 2, für Klasse A 4 Stunden. Wurden diese Stunden besucht, bekommt der Fahrschüler von der Fahrschule eine Ausbildungsbescheinigung ausgehändigt. Damit kann er sich für die Theorieprüfung anmelden.
Der praktische Teil für die Klassen A und B setzen sich aus den Fahrstunden und den besonderen Ausbildungsfahrten zusammen. Die Anzahl aller Ausbildungsfahrten ist nicht vorgeschrieben. Bei Ersterwerb sind mindestens 12 Pflichtstunden zu absolvieren, die sich aus Nacht-/Beleuchtungs-, Autobahn- und Überlandfahrten zusammensetzen Erst wenn der Fahrlehrer überzeugt ist, dass der Fahrschüler das Ausbildungsziel erreicht hat, ist die Ausbildung beendet. Die Fahrschule meldet bei der zuständigen Technischen Prüfstelle von TÜV bzw. DEKRA für den Fahrschüler einen Prüftermin an. Die Praktische Prüfung setzt sich aus der Abfahrtskontrolle, bei der eine Aufgabe gestellt wird (z. B. „Wie kontrollieren Sie den Stand der Bremsflüssigkeit?“ für Klasse B oder „Wie kontrollieren Sie Spiel im Lenkkopflager?“ für Klasse A) und der Fahrt im öffentlichen Straßenverkehr zusammen. Die Praxisprüfung dauert insgesamt 55 Minuten. Bei Erfolg erhält der Bewerber neben dem elektronischen Prüfprotokoll den Vorläufigen Nachweis zur Fahrtberechtigung -VNF-. Später wird dem Prüfling der Scheckkartenführerschein übergeben.
Seit 2011 ist es in Deutschland möglich, anstatt mit 18 bereits mit 17 Jahren einen Pkw zu führen. Dafür muss der Fahrschüler bei der Fahrerlaubnisbehörde einen Antrag auf Begleitetes Fahren stellen; dies ist frühestens mit 16 Jahren und 6 Monaten möglich. Die Begleitpersonen müssen die Anforderungen des § 48a Absätze 4 bis 6 FeV erfüllen. Dazu gehört die Fähigkeit, einen Rat zu erteilen, Hinweise zu geben und Sicherheit zu vermitteln. Das Mindestalter beträgt 30 Jahre. Die Fahrerlaubnis der Klasse B muss vor mindestens 5 Jahren erworben worden sein. Die begleitenden Personen dürfen höchstens mit einem Punkt im Fahreignungsregister belastet sein.

### Zulassung und Überwachung von Fahrschulen
Die Zulassung von Fahrschulen erfolgt durch Erteilung der Fahrschulerlaubnis an den Bewerber gemäß Fahrlehrergesetz.
Die Überwachung von Fahrschulen erfolgt nach § 51 FahrlG:
„(1) Die nach Landesrecht zuständige Behörde überwacht die Fahrlehrer, die Fahrschulen und deren Zweigstellen, die Fahrlehrerausbildungsstätten sowie die Träger von Einweisungsseminaren nach § 16 Absatz 1, Träger von Einweisungslehrgängen nach § 45 Absatz 2 Satz 1 Nummer 4 und § 46 Absatz 2 Satz 1 Nummer 4, die Träger von Einführungslehrgängen für Lehrgangsleitungen nach § 47 Absatz 1 Satz 1 Nummer 5 und die Träger von Fortbildungslehrgängen nach § 53 Absatz 1, 2 und 3. Sie kann sich hierbei geeigneter Personen und Stellen nach Landesrecht bedienen.“
In der Praxis ergeben sich – abhängig von Landesfestlegungen – unterschiedliche Verfahrensweisen mit nicht vergleichbaren Ergebnissen. An Bedeutung gewinnt die Qualitätsüberwachung PQFÜ nach bundeseinheitlicher Norm.
In vier Bundesländern wird das Methodensystem der „Pädagogisch qualifizierten Fahrschulüberwachung“ eingesetzt. Es besteht aus Checklisten für die Formalüberwachung unter unterschiedlichen Bedingungen: Eröffnungsüberprüfungen, Ergänzungsüberprüfungen, verkürzte Formalüberwachungen sowie systematischen Beobachtungsverfahren für die Beurteilung des Theorieunterrichts (12 Qualitätskriterien) und der fahrpraktischen Ausbildung (7 Qualitätskriterien).
Die Fachzeitschrift Fahrschule als Organ der Bundesvereinigung der Fahrlehrerverbände e. V. informiert über den Berufsstand mit seinen Verbandsmitgliedern, über aktuelle Rechtsvorschriften, Pädagogik, Technik und über Gerichtsurteile.

### Statistik und Qualitätssicherung von Fahrschulen
Am 1. Januar 2024 waren im Bestand des Zentralen Fahrerlaubnisregisters (ZFER) 46.816 Personen mit einer Fahrlehrerlaubnis registriert. Davon 40.947 Männer und 5.797 Frauen. Nicht berücksichtigt sind 5.414 Dienstfahrlehrerlaubnisse von Bundeswehr, Bundespolizei, der Landespolizeien und der Polizei beim Deutschen Bundestag.
Die Anzahl der in Deutschland registrierten Fahrschulen hingegen sank 2009 von 13.262 auf 11.470 im Jahre 2015. Dies korreliert auch mit der rückläufigen Anzahl von Fahrschülern sowie durch altersbedingt ausscheidende Fahrlehrer ohne Nachwuchs.
Entsprechend den Anforderungen der Kunden, insbesondere von Transportunternehmen, die für die Berufskraftfahreraus- und Fortbildung verantwortlich sind, werden Qualitätsmanagementsysteme für derartige Fahrschulen wichtig. Dabei erfolgen regelmäßige externe Kontrollen / Audits der Organisation, der Abläufe und ihrer Kundenorientierung mit dem Ziel einer Zertifizierung nach DIN EN ISO 9000 ff.
Statistiken zu den theoretischen und praktischen Prüfung sind dem Artikel Fahrausbildung und Fahrerlaubnisprüfung; Abschnitt Überblick zu entnehmen.

## Fahrschulwesen in der Schweiz

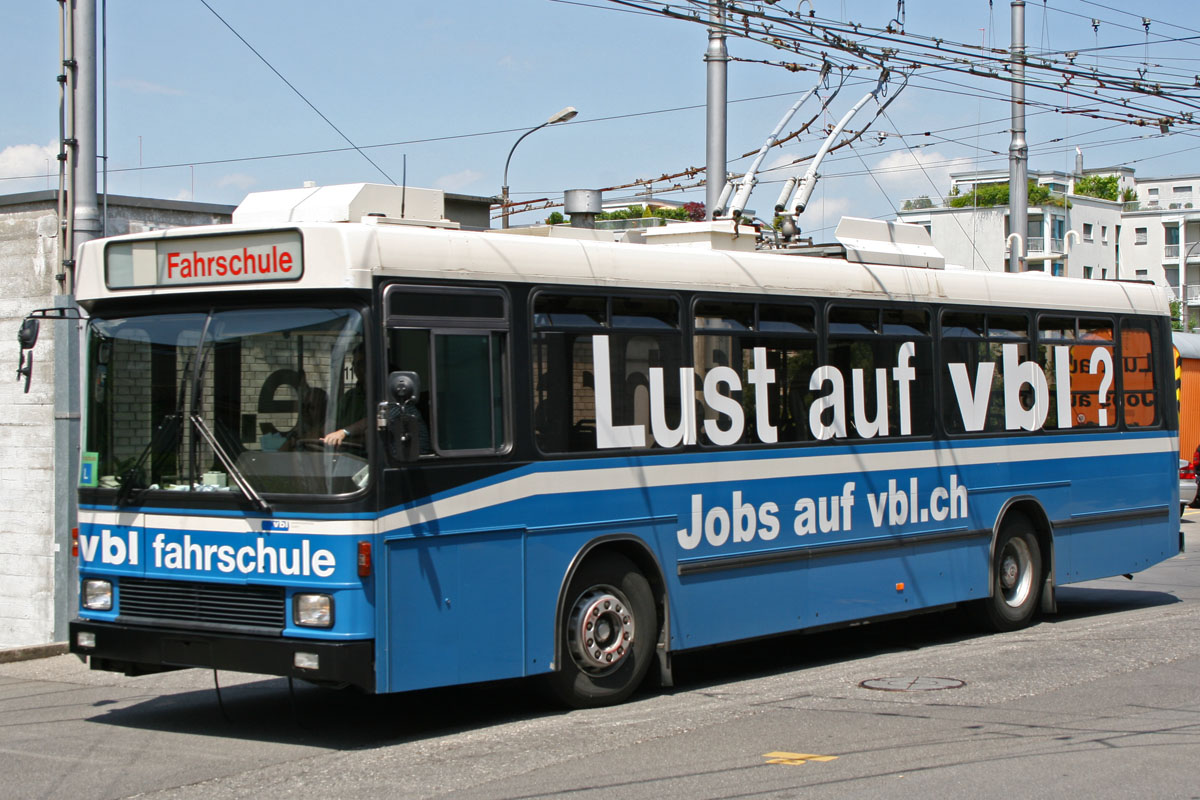
Fahrschul-Oberleitungsbus bei den Verkehrsbetrieben Luzern

Für die Kategorien B, C1, C und D ist in der Schweiz jeder über 23-Jährige berechtigt, der mindestens drei Jahre den Ausweis der gleichen Kategorie besitzt, den Fahrschüler (d. h. den Inhaber des „Lernfahrausweises“) bei der Ausbildung zu begleiten, sofern dies nicht gewerblich erfolgt. Fast immer wird aber parallel Unterricht durch eine Fahrlehrperson absolviert, dies ist aber nicht zwingend. Ebenfalls keine Fahrstunden bei einem Fahrlehrer sowie keine begleiteten Fahrten sind für die Motorrad- (A, A1) sowie die Anhängerkategorien erforderlich, sofern der Fahrschüler bereits den Führerschein für die Zugfahrzeugkategorie besitzt. Dem gegenüber ist für den Erwerb eines Führerscheins für Gesellschaftswagen (Kategorie D) eine Mindestausbildung von bis zu 52 Lektionen bei einem zugelassenen Fahrlehrer verpflichtend.
Die dritte EU-Führerscheinrichtlinie setzt auch die Schweiz um, ohne Mitglied der Europäischen Union zu sein.

## Fahrschulwesen in Frankreich
In Frankreich baut die Theorie-Ausbildung auf Lehrgängen auf, die in allgemeinbildenden Schulen absolviert wurden. In der Grundschule erhalten alle Schüler das Zertifikat „APER“ nach allgemeinem Verkehrsunterricht. Mit 14 Jahren folgt „ASSR1“. Ein Abschluss-Zertifikat „ASSR2“ für Interessenten am Erwerb der Fahrerlaubnis wird in der Schule nach einer Theorieprüfung erworben. Mit diesem Abschluss kann in einer Fahrschule die Theorie-Ausbildung in der Klasse B (oder A1) fortgesetzt werden. Dazu besteht jedoch keine Verpflichtung. Für das Selbststudium werden PC- oder Smartphone-basierte Trainingsprogramme von kommerziellen Verlagen angeboten. Die Prüfungsfragen sind nicht zugänglich. Übungsfragen werden eingesetzt. Die Mehrheit der Bewerber nimmt jedoch an 10 bis 15 Unterrichtseinheiten in einer Fahrschule teil. Das sind vor allem Gruppengespräche und Erfolgskontrollen. Es folgt die Wissensprüfung.
Zwischen zwei Modellen für die praktische Ausbildung in der Klasse B kann gewählt werden:
Ausbildung ab einem Mindestalter von 16 Jahren und 6 Monaten in einer Fahrschule durch professionelle Fahrlehrer und/oder rechtlich auch durch Laien. Da aber eine kostspielige Doppelbedienungeinrichtung dafür notwendig ist, wird diese Option selten genutzt. Diese Ausbildung endet mit der Fahrprüfung, zu der auch die Wissensprüfung gehört.
Das Modell „AAC“ beruht auf dem ein- bis dreijährigen begleiteten Fahren und kann bereits im Alter von 16 Jahren mit einer obligatorischen fahrpraktischen Ausbildung in einer Fahrschule mit 20 Ausbildungseinheiten beginnen. Es folgt unter Auflagen die Berechtigung zum begleiteten Fahren mit Vorgabe der Mindest-Dauer von einem Jahr und Mindest-Strecken. Ab 18 Jahren ist das Ablegen der Fahrprüfung möglich. Bei Misserfolg ist auch die Wissensprüfung zu wiederholen. Nach Erfolg ist das selbständige Fahren (Selbständige Lernphase) unter Auflagen (niedrigere Geschwindigkeit, Kennzeichnung mit L-Schild als „Learner“) für 2 Jahre zulässig. Bei dem Modell ohne Begleitung beträgt die Lernphase 3 Jahre. In dieser Zeit kann auch ein eintägiger Fortbildungslehrgang absolviert werden. Versicherungsanbieter unterstützen das mit niedrigeren Prämien. Es erfolgt die Erteilung der Fahrerlaubnis ohne Auflagen.
Die französischen Fahrschulen werden nach ähnlichen Rechtsvorschriften wie in Deutschland zugelassen und überwacht.
Die Fahrlehrerausbildung nach einer Aufnahmeprüfung dauert ein halbes Jahr mit einem Aufwand von mindestens 630 Ausbildungseinheiten in Theorie, Praxis und Pädagogik. Die Prüfung durch die jeweilige Verkehrsbehörde erfolgt mit einem mündlichen schriftlichen, fahrpraktischen Teil und eine Lehrprobe. Nach Erteilung der Fahrlehrerlaubnis gilt diese 5 Jahre. Vor der Verlängerung ist eine Untersuchung auf Fahrtauglichkeit und Kontrolle der Verkehrsauffälligkeit erforderlich. Über die Fortbildung sind keine Aussagen bekannt.

## Fahrschulwesen in den Niederlanden
Entsprechend der 3. EG-Führerscheinrichtlinie verläuft in den Niederlanden das Verfahren zum Erwerb der Fahrerlaubnis wie in Deutschland. Da es aber kein international abgestimmtes Recht zum Besuch von Fahrschulen als Voraussetzung für die Befähigungsprüfung gibt, haben die Niederlande dies nicht national geregelt. Eine Bewerbung zur Prüfung kann also auch ohne Ausbildungsnachweis erfolgen. In der Praxis tritt dieser Fall kaum auf, weil derartig unvorbereitete Bewerber ein hohes Misserfolgsrisiko haben. Einiges zu Besonderheiten in der Prüfung: Die praktische Prüfung im öffentlichen Straßenverkehr dauert 60 Minuten. Der Abfahrtsort ist immer eine Lokation der Prüforganisation CBR (Centraal Bureau Rijvaardigheidsbewijzen). Begrüßung und Auswertung der Prüfung erfolgen in entsprechenden Gruppenräumen, nicht im Fahrzeug.
Ein Bewerber kann zur Lernstandskontrolle in einer Fahrt unter gleichen Kriterien wie zur Prüfung mit einem Fahrprüfer des CBR die Prüfung „üben“. Das trägt auch zur Minderung der Prüfungsangst bei. Die Grundfahraufgaben können bereits als bestanden anerkannt werden und entfallen dann bei der eigentlichen Prüfung; auch eine Entlastung bei der Prüfung. Der Prüfer bzw. die Prüferin sitzt vorn rechts als Fahrzeugführer. Der Fahrlehrer darf auf der Rücksitzbank an der Prüfung teilnehmen.
CBR ist eine Prüf- und Begutachtungsorganisation im Zusammenhang mit dem Fahrerlaubniserwerb und der Fahreignung entsprechend den deutschen Begutachtungsstellen hierfür.
Da die Prüfer ähnlich wie Fahrlehrer ausgebildet wurden, liegt der Schwerpunkt auf pädagogischem Gebiet. Eine Voraussetzung wie bei den TÜVs und DEKRA – abgeschlossene Ingenieurausbildung – entfällt. Dadurch gibt es einen hohen Anteil von Prüferinnen, was etwa der Geschlechter-Verteilung der Fahrschüler entspricht.
Die niederländischen Fahrschulen werden nach ähnlichen Rechtsvorschriften wie in Deutschland zugelassen und überwacht. Eine Ausbildung ist für Fahrlehreranwärter nicht vorgeschrieben, jedoch nehmen etwa 98 Prozent aller angehenden Fahrlehrer fakultative Ausbildungsangebote wahr. Diese umfassen 286 Stunden theoretischen und 14 Stunden praktischen Unterricht und werden von privaten Organisationen ausgerichtet. Eine abschließende berufsqualifizierende Prüfung ist vorgeschrieben. Die Prüfung wird von staatlichen Organisationen abgenommen. Fahrlehrer müssen innerhalb von fünf Jahren an insgesamt drei Tagen an Fortbildungen teilnehmen.

## Fahrschulwesen in der Tschechischen Republik
Das Verfahren zum Erwerb der Fahrerlaubnis in der Tschechischen Republik verläuft ähnlich wie in Deutschland. Die Teilnahme am Theorieunterricht und an einer fahrpraktischen Ausbildung in einer zugelassenen gewerblichen Fahrschule ist vorgeschrieben. Fakultativ ist das Fahrsimulator-Training. Die praktische Ausbildung beginnt im Schonraum mit den Grundfahraufgaben. Bei Entscheidung der Fahrschüler für die Simulatorausbildung findet man Grundzüge der 4-Phasenausbildung wieder.
Die Fahrschulen werden von entsprechenden Verkehrsbehörden zugelassen und überwacht. Die Überwachung erfolgt in unregelmäßigen Abständen oder anlassbezogen. Neben formalen Kontrollen erfolgt auch eine Überprüfung der Ausbildungsqualität. Für die Ausübung des Fahrlehrerberufs werden ein Mindestalter von 24 Jahren, ein mittlerer Schulabschluss sowie ein mindestens dreijähriger Besitz einer Fahrerlaubnis vorausgesetzt. Die körperliche und geistige Eignung ist durch eine ärztliche Bescheinigung nachzuweisen. Für die Ausübung der Fahrlehrertätigkeit ist eine berufsqualifizierende Ausbildung vorgeschrieben. Sie beinhaltet 140 Stunden theoretischen und 90 Stunden praktischen Unterricht. Lehrproben sind zu halten. Die Ausbildung erfolgt an zugelassenen privaten Ausbildungsstätten. Die Prüfung wird von Verkehrsbehörden vorgenommen. Die Fahrlehrerlaubnis gilt unbefristet. Sie kann auch auf die Erteilung von theoretischen oder praktischen Unterricht beschränkt werden. Fortbildungen sind nicht verpflichtend.

## Fahrschulwesen in der Slowakischen Republik
Das Verfahren zum Erwerb der Fahrerlaubnis in der Slowakischen Republik verläuft wegen gemeinsamer Wurzeln in der Tschechoslowakei (siehe unten Geschichte) wie in der Tschechischen Republik. Rudimente der 4-Phasenausbildung Theorie - Fahrsimulator (fakultativ) - verkehrsarme Fläche - öff. Verkehr, können genutzt werden. Es gibt nach der Fahrprüfung nur einen Unterschied: hier schließt sich eine zweijährige Selbständige Lernphase an.
Die theoretische Ausbildung erfolgt in einer öffentlichen Fahrschule mit 35 Unterrichtseinheiten bei einem Mindestalter von 17 Jahren. Für das Selbststudium gibt es analoge und digitale Unterlagen. Die Wissensprüfung schließt diese Phase ab und erfolgt noch auf Papierbogen. Das Mindestalter hierfür ist 18 Jahre. Die Fragen des Katalogs sind bekannt und können geübt werden. Die praktische Ausbildung muss mindestens 41 Ausbildungseinheiten je 45 min betragen. Die Fahrprüfung findet auf einem Übungsgelände und im Verkehr statt. Die reine Fahrzeit von mindestens 20 Minuten erscheint zu gering. Nach erfolgreicher Prüfung erhält der Bewerber eine Berechtigung für das weitere Lernen beim selbständigen Fahren über 2 Jahre unter Auflagen.
Fahrschulzulassung und - überwachung sowie Fahrlehrerausbildung und -prüfung erfolgen analog der Tschechischen Republik. Eine Fahrlehrerfortbildung von 40 Stunden ist nach 5 Jahren vorgeschrieben (Voraussetzung für die Verlängerung der Fahrlehrerlaubnis).

## Ausrüstung von Fahrschulfahrzeugen der einzelnen Fahrzeugklassen

### Kraftwagen, Anhänger und Motorräder
Im Artikel Fahrschulauto sind die Anforderungen an die Fahrschulfahrzeuge der Klasse B beschrieben.
Die Anforderungen an die Lehrfahrzeuge der Klassen C1, C, D1, D und T unterliegen ebenfalls den Rechtsvorschriften des jeweiligen Staates und sind gegebenenfalls mit einer Doppelbedienungseinrichtung für den Fahrlehrer ausgestattet.
Grundsätzlich richten sich die Fahrschulen aber nach den detaillierten Vorschriften für die Prüfungsfahrzeuge. In wenigen Fällen nutzt man in Fahrschulen ein Lehrfahrzeug, das für die Prüfungsfahrt ungeeignet ist. Die Vorschriften der Dritten EU-Führerscheinrichtlinie für Prüfungsfahrzeuge wurden bis 2013 in allen EU-Staaten sowie auch in der Schweiz und Norwegen umgesetzt.
Die Kennzeichnung der Lehrfahrzeuge folgt mit dem international abgestimmten L-Schild (weiß auf blauem Untergrund), wie auf dem Bild „Österreichisches Lehrfahrzeug“ sichtbar. In den Zweiradklassen trägt es der Fahrschüler oft auf dem Rücken seiner Motorradjacke.

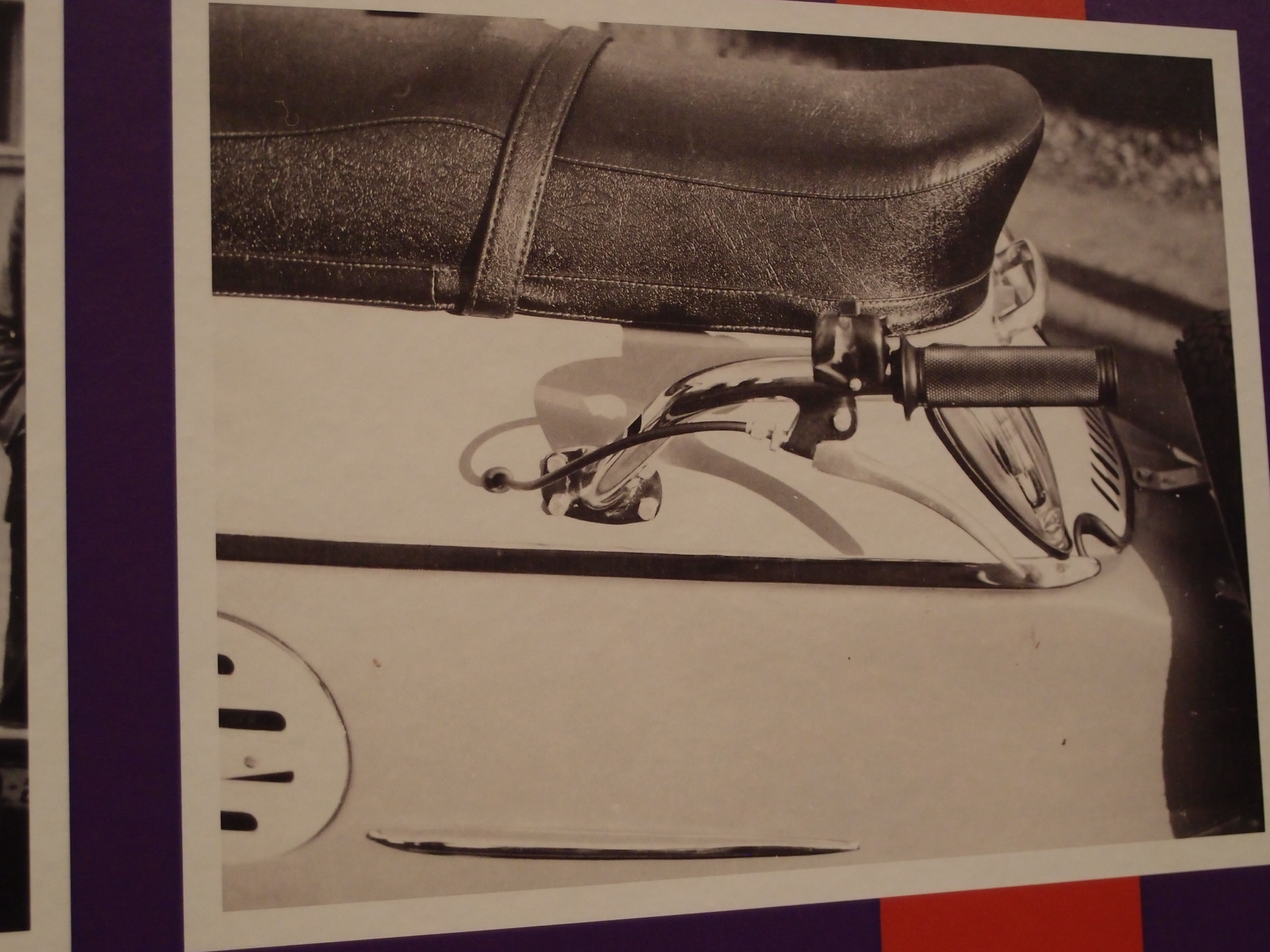
Doppelbedienung Motorroller Cezetta für Fahrlehrer oder Prüfer am Soziussitz links und rechts. Fahrschulmuseum Prag

Anforderungen an Zweiradfahrzeuge betreffen meist Kriterien, wie Motorleistung, Leistungsgewicht, Leergewicht. Nur in Norwegen und der Tschechischen sowie slowaktischen Republik gibt es auch Prüfungsfahrzeuge der Klasse A mit einer Doppelbedienungseinrichtung (siehe Bild rechts) und Bild bei CIECA.
Ausrüstungen für Lehrfarzeuge der Verkehrsbetriebe (Straßenbahnen und Oberleitungsbusse) unterliegen weiteren spezifischen Vorschriften und sind nicht Gegenstand dieses Artikels 

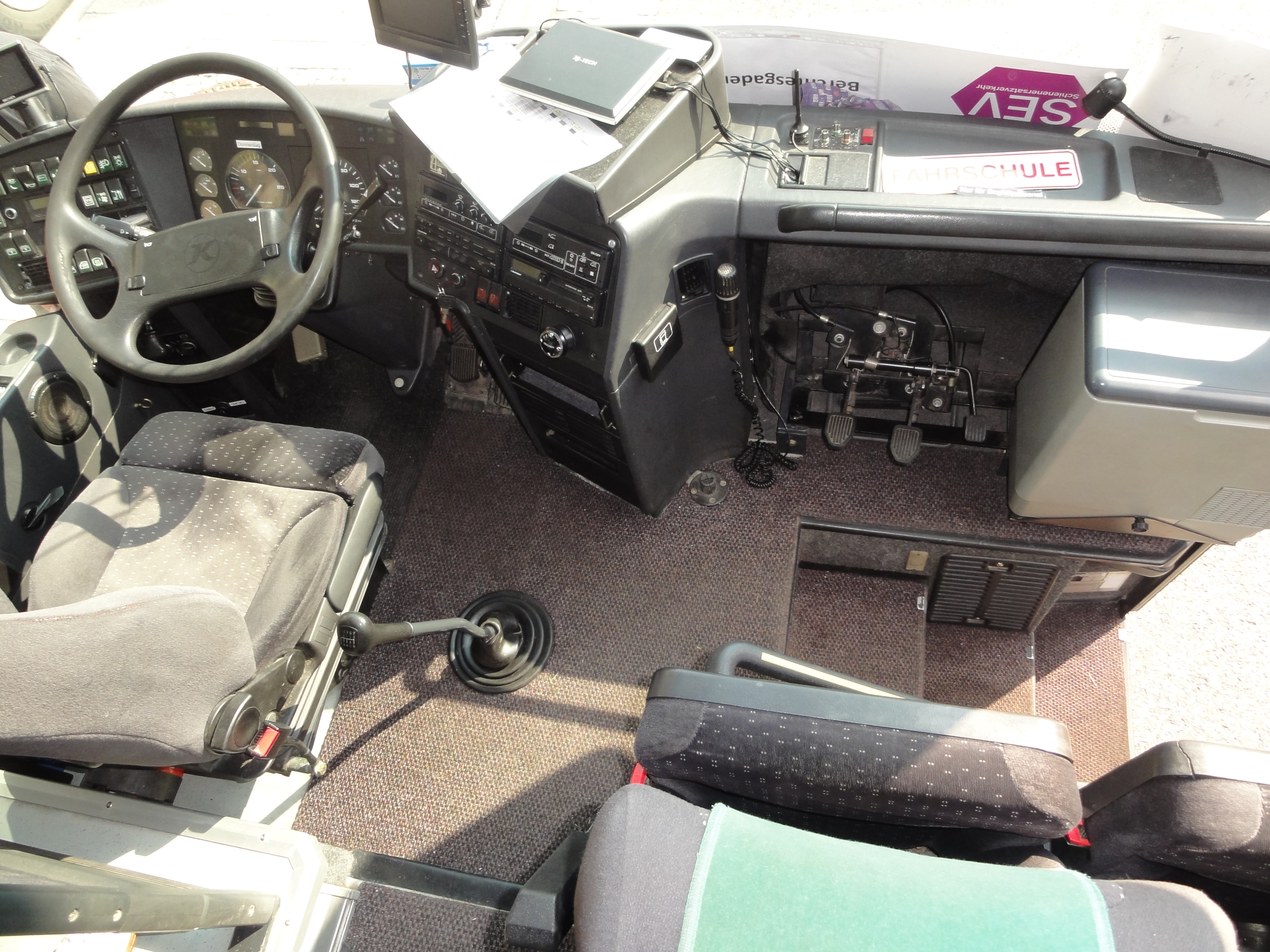
Doppelbedienungseinrichtung in einem Omnibus

#### Deutschland
Die Anforderungen an die Prüfungsfahrzeuge der Klassen B, BE, C1, C1E, C, CE, D1, D1E, D, DE und T unterliegen der Anlage 7 Ziff. 2.2 der Fahrerlaubnis-Verordnung.
Kraftwagen müssen mit einer Doppelbedienungseinrichtung ausgestattet sein. Die Kennzeichnung der Lehrfahrzeuge mit dem genormten Schild „Fahrschule“ ist empfehlenswert. Das internationale L-Schild ist nicht zugelassen.

#### Österreich
Österreich hat wie alle EU-Staaten die Mindestanforderungen an Prüfungsfahrzeuge – und damit auch an die Lehrfarzeuge – umgesetzt.
Lehrfahrzeuge werden am Heck mit dem internationalen L-Schild gekennzeichnet. Auch beim begleiteten Fahren ist während der Übungsfahrten der Pkw in gleicher Weise zu kennzeichnen.

#### Schweiz
Fahrschulfahrzeuge müssen mit zusätzlichen Rückspiegeln für den Fahrlehrer ausgestattet sein und die für die Betriebssicherheit erforderlichen Instrumente müssen vom Beifahrersitz eingesehen werden können. Bei Personenwagen müssen dem Fahrlehrer dieselben fussbetätigten Vorrichtungen wie dem Fahrschüler zur Verfügung stehen. In Lastwagen und Bussen sind ein zweites Brems- und Kupplungspedal erforderlich.
Weiterhin gelten für die praktischen Fahrprüfungen – abgesehen von der erforderlichen Höchstgeschwindigkeit – folgende Anforderungen an das Prüfungsfahrzeug:
- Kategorie BE: Fahrzeugkombination aus einem Fahrzeug der Kategorie B und einem Anhänger mit einem zulässigen Gesamtgewicht von mindestens 1000 kg, einem Betriebsgewicht von 800 kg und einem geschlossenen Aufbau[15]
- Kategorie C1 / D1: Betriebsgewicht von mindestens 4 Tonnen und Länge von mindestens 5 Meter[16][17]
- Kategorie C1E: Fahrzeugkombination aus einem Fahrzeug der Kategorie C1 und einem Anhänger mit einem zulässigen Gesamtgewicht von mindestens 1250 kg, einem Betriebsgewicht von 800 kg und einem geschlossenen Aufbau mit Höhe und Breite des Zugfahrzeugs. Die Länge der Kombination muss mindestens 8 Meter betragen[18]
- Kategorie D1E: Fahrzeugkombination aus einem Fahrzeug der Kategorie D1 und einem Anhänger mit einem zulässigen Gesamtgewicht von mindestens 1250 kg, einem Betriebsgewicht von 800 kg und einem geschlossenen Aufbau mit mindestens 2 Metern Höhe. Es kann auch ein Prüfungsfahrzeug der Kategorie C1E verwendet werden[19]
- Kategorie C: Betriebsgewicht von mindestens 12 Tonnen, Länge von mindestens 8 Meter und Breite von mindestens 2,30 Meter. Der Aufbau muss aus einem geschlossenen Körper bestehen.[20]
- Kategorie CE: Fahrzeugkombination aus einem Fahrzeug der Kategorie C und einem Anhänger mit mindestens 7,5 Metern Länge. Das Gesamtzuggewicht muss mindestens 21 Tonnen und das Betriebsgewicht 15 Tonnen betragen. Die Fahrzeugkombination muss mindestens 14 Meter Länge und 2,30 Meter Breite aufweisen[21]
- Kategorie D: Gesellschaftswagen mit einer Länge von mindestens 10 m und einer Breite von mindestens 2,30 Meter[22]
- Kategorie DE: Fahrzeugkombination aus einem Fahrzeug der Kategorie D und einem Anhänger mit einem zulässigen Gesamtgewicht von mindestens 1250 kg, einem Betriebsgewicht von 800 kg und einem geschlossenen Aufbau mit mindestens 2 Metern Höhe und 2,30 m Breite.[23]

Die Fahrschulfahrzeug werden üblicherweise auf diese Anforderungen für Prüfungsfahrzeuge ausgelegt und im Falle der Klassen BE,C1, C1E,C, CE, und T entsprechend beladen für Ausbildungsfahrten verwendet.

## Geschichte

### Deutschland

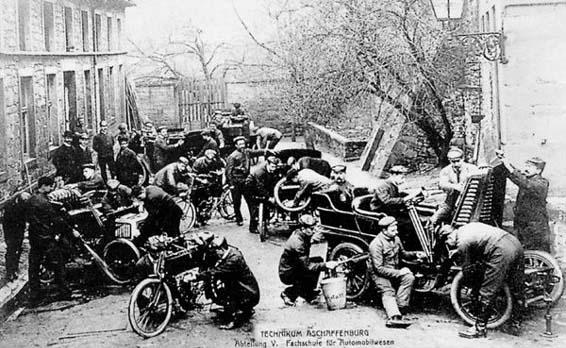
Chauffeursausbildung 1905. Ausbildung in der Chauffeursschule Aschaffenburg. Bayerischer Fahrlehrerverband

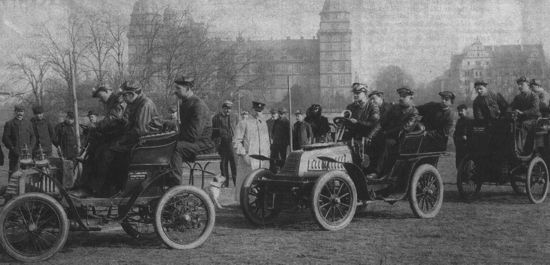
Erste deutsche Autolenkerschule (1906)

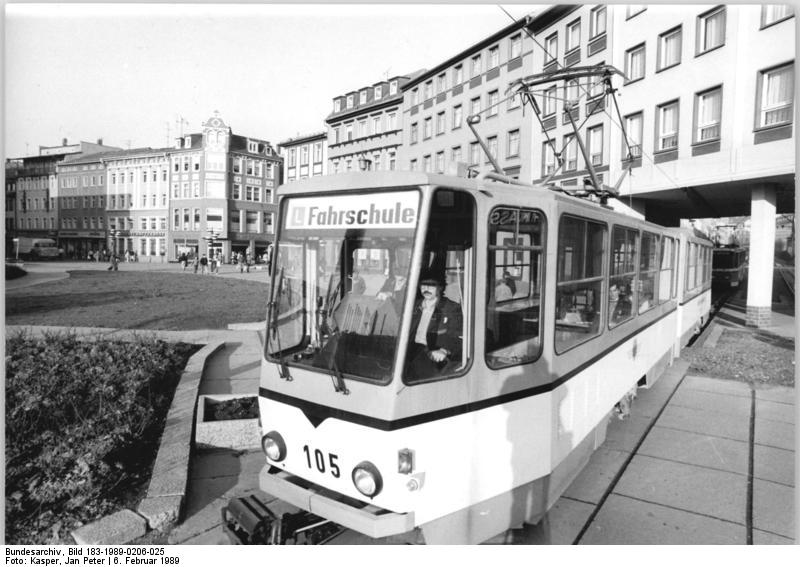
Fahrschulausbildung bei der Straßenbahn, Gera 1989

Den Begriff „Fahrschule“ gab es in Deutschland bereits in Verbindung mit der Ausbildung von Kutschern. So wurde 1894 in Elmshorn eine Reit- und Fahrschule gegründet.
Die erste deutsche Kfz-Fahrschule wurde von Rudolf Kempf als die Auto-Lenkerschule des Kempf'schen Privat-Technikums in Aschaffenburg gegründet. Deren erster Kurs startete am 7. November 1904. Teilnehmen durften Männer ab 17 Jahren, die ein amtliches Sittenzeugnis vorlegen konnten. Am ersten Kurs nahmen 36 technisch begabte Männer – Schlosser, Mechaniker, Automobilhändler – aus verschiedenen Nationen teil. Die zu dieser Zeit noch nicht vorgeschriebene Ausbildung sollte angehende Chauffeure auf ihren Beruf vorbereiten und in getrennten Kursen Fahrzeugbesitzern das Selbstfahren beibringen. Kempfs Fahrschule wurde von den Automobilherstellern begrüßt und unterstützt. Diese versprachen sich von einer guten Fahrausbildung ein größeres Käuferinteresse an den Automobilen. Am 17. November 1906 wurde Kempf allerdings wegen unsittlichen Benehmens die Erlaubnis zur Fahrerausbildung entzogen.
In § 3 Kraftfahrzeuggesetz vom 3. Mai 1909 heißt es: „Wer zum Zwecke der Ablegung der Prüfung (§ 2 Abs. 1) sich in der Führung von Kraftfahrzeugen übt, muß dabei auf öffentlichen Wegen oder Plätzen von einer mit dem Führerschein versehenen, durch die zuständige Behörde zur Ausbildung von Führern ermächtigte Person begleitet und beaufsichtigt sein…“
Aufgrund der Ausbildungs-Verordnung vom 1. März 1921 wurde die Erlaubnis zur Fahrausbildung von der oberen Verwaltungsbehörde geregelt. Von diesem Zeitpunkt an sprach man offiziell von Fahrlehrern und Fahrschulen. Damit legte man den Grundstein für bestimmte Mindestanforderungen an einen Fahrlehrer und an ein „privates Ausbildungsunternehmen“. Das Kraftfahrzeuggesetz von 1909 wurde am 21. Juli 1923 dem zunehmenden Kraftfahrzeugverkehr angepasst. Als Vorläufer der heutigen Prüfungsrichtlinie erschien anschließend die „Führerprüfanweisung“.
Nach der Deutschen Teilung entwickelte sich das Fahrschulwesen in West und Ost unterschiedlich.
In der Bundesrepublik Deutschland wurde eine verpflichtende Fahrlehrerausbildung erst mit dem Fahrlehrergesetz vom 25. August 1969 rechtswirksam. Diese Ausbildung wurde zugelassenen Fahrlehrerausbildungsstätten übertragen.
In der DDR wurde am 12. Dezember 1967 die „AO über die Zulassung von Fahrschulen und Fahrlehrern und die Ausbildung von Kraftfahrzeugführern – Fahrschulordnung (FO)“ erlassen. Die Fahrlehrerbewerber wurden in der „Spezialschule für Landtechnik“ (Betriebsschule des Ministeriums für Land-, Forst- und Nahrungsgüterwirtschaft) – Großenhain (Sa) nach Anmeldung in der Zentralstelle Dresden des KTA (Kraftfahrzeugtechnisches Amt) ausgebildet.

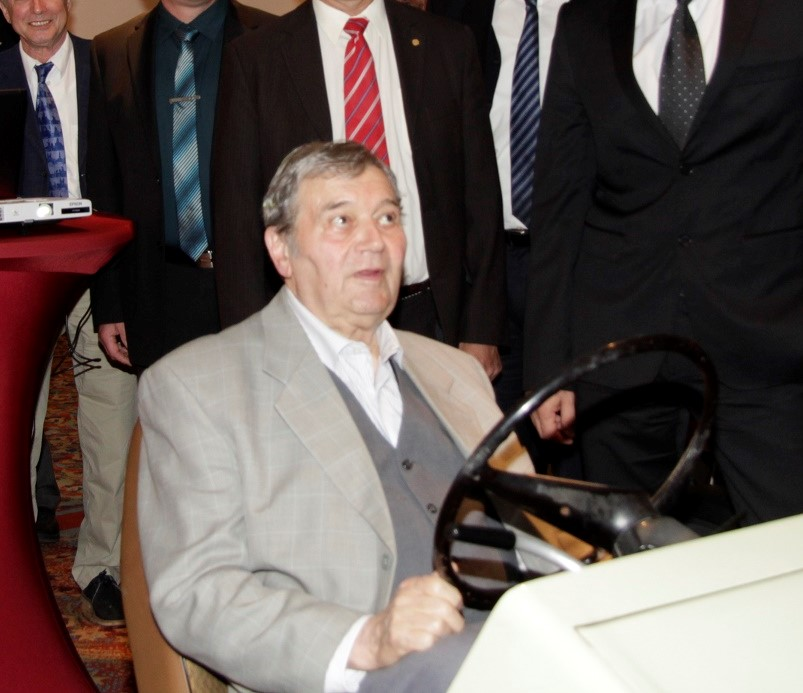
Patentinhaber des ELAN-Fahrtrainers Ing. Reiner Schalling (1930-2017)

Die Fahrschulausbildung erfolgte analog der 4-Phasen-Ausbildung, wie sie im Abschnitt „Tschechoslowakische Republik“ beschrieben ist. Nach Abstimmung in den Verkehrsministerien der beiden Länder konnten Vertreter des KTA Dresden, des Instituts für Verkehrssicherheit der Hochschule für Verkehrswesen Dresden und die Fachleute der Tschechoslowakischen Republik aus Prag mit Jiři Pour die Fahrschulausbildung optimieren.
Die Fahrsimulator-Ausbildung in der Zweiten Phase erfolgte mit der Eigenentwicklung „ELAN-Fahrtrainer“, der im Verkehrskombinat Karl-Marx-Stadt von 1966 bis 1989 produziert wurde. Diese Simulatorausbildung reduzierte die psychische Belastung der Schüler durch Vorschulung, senkte die Kraftstoffkosten um 25 % und die Reparaturkosten der oft überalterten Lehrfahrzeuge um 40 %.
Der ELAN-Fahrtrainer registrierte mittels Schleifen-Oszillographen alle Bedienvorgänge (Lenken, Kuppeln, Schalten, Gasgeben, Bremsen) jedes Fahrschülers auf einem Diagrammstreifen. Dieser diente dem Ausbilder zur individuellen Auswertung mit dem Fahrschüler. Die Ausbildungsdauer betrug 6 Stunden und begann mit Bedienvorgaben nach Tonband. Es folgte das Fahren nach Filmen unterschiedlicher Schwierigkeitsgrade und Verkehrssituationen. Stationäre Anlagen hatten zwischen 12 und 24 Plätzen. Mobile Anlagen mit 8 Plätzen waren in 10 m langen Möbel-Anhängern montiert. Mit den Lkw W 50 als Zugfahrzeuge konnten so auch kleinere, abgelegene Fahrschulen der Kraftverkehrsbetriebe erreicht werden.
In einem DEFA-Lustspiel-Film von 1986 – Fahrschule – wurde der Alltag mit seinen Problemen rund um das Auto gezeigt.

### Tschechoslowakische Republik
Die Geschichte des Fahrschulwesens der Tschechoslowakei (CSR) wird in einer umfangreichen Ausstellung in Prag im Nationalmonument auf dem Veitsberg seit dem 8. April 2022 dargestellt. Die Tschechische Verkehrsakademie schuf diese Exposition in Zusammenarbeit mit dem National-Museum (The Traffic Academy in cooperation with National Museum preparing an exhibition „History of Czechoslovak Driving Schools and person of Jiři Pour“.)
Die erste Fahrschule auf dem Gebiet der 1918 gegründeten CSR wurde bereits 1907 von Laurent & Klement im Autowerk Mlada Boleslav gegründet.
In den 1970er Jahren wurde ein für die Verkehrssicherheit wichtiges und effektives Ausbildungssystem der Klasse B mit 4 Phasen und spezialisierten Fahrlehrern entwickelt. Dabei wurde auch das selbständige Fahren im Schonraum (Autodrom) und das Fahrtraining auf einem Simulator einbezogen. Jiři Pour (1927-2018), Jiři Hoskovec und Prof. J. Stickar (1934) als Psychologen bzw. Pädagogen entwickelten das System und wirkten ständig an der Vervollkommnung mit.
- Phase 1 – Theoretischer Unterricht mit audio-visuellen Ausbildungsmitteln.
- Phase 2 – Fahrsimulator-Training mit Instruktor und anschließender Erfolgskontrolle.
- Phase 3 – Autodrom-Ausbilder betreut etwa 4 Pkw über Funk mit 4 Fahrschülern für das Üben der Grundfahraufgaben „GFA“ und Gefahrenbremsung bei plötzlich auftauchendem Hindernis.

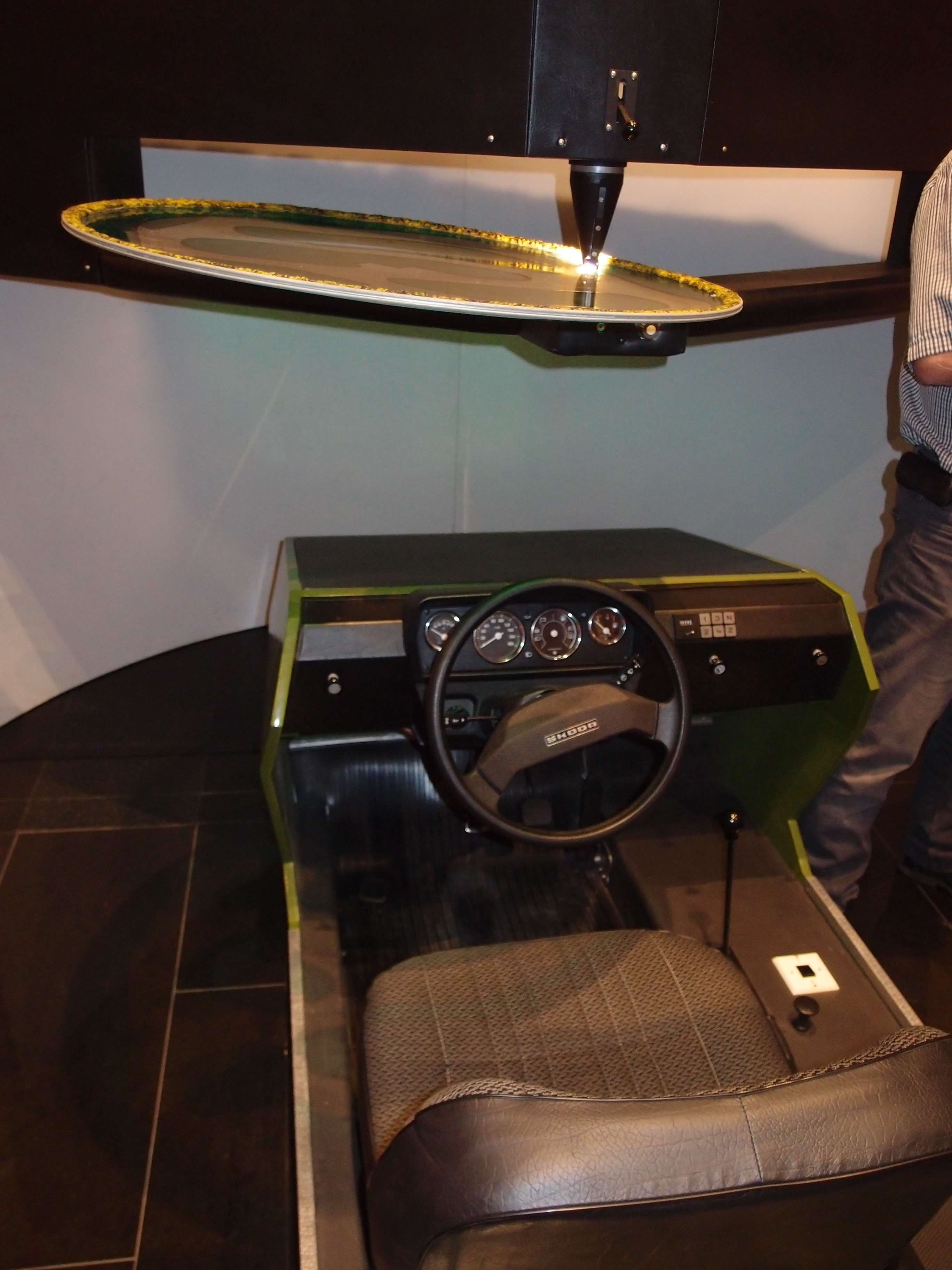
Fahrsimulator der CSSR Typ AT 80 aus Olomouc.Opto-elektron. Schattenprojektion. Oben transparente Modellscheibe.

- Phase 4 - Öffentlicher Straßenverkehr ohne GFA.
- Eine Phase 5 – Wartung und Pflege des Pkw – wurde später ergänzt und wird heute noch gelehrt.

Die Fahrsimulatoren (letzter Typ AT 80 - 1980) bildeten Teile der Skoda-Pkw nach und wirkten auf optisch-elektronischer Grundlage. Fahrschüler konnten ihren Fahrverlauf auf einer Leinwand in Perspektive der Windschutzscheibe verfolgen. Die transparenten Modellscheiben verschiedener Schwierigkeitsgrade von Straßensystemen wurden zur Schattenprojektion gewechselt.

### Frankreich
In Paris wurde bereits 1896 die erste Fahrschule, „Société L'Automobile“ gegründet, weil in Frankreich die Verkehrsunfälle zunahmen.
Die Verkehrsdichte lag in dieser Zeit bereits höher als in Deutschland, zumal es seit 1840 Buslinien mit Dampfantrieb von Paris in Nachbarorte gab. Amédée Bollé schuf 1879 Dampfbusse mit moderner Achsschenkel-Lenkung. 1882 fuhr Edourad Delamar-Deboutteville ein Automobil mit Gasmotor. Aus finanziellen Gründen musste er aufgeben.